# Muratbek Imanalijew
Muratbek Sansysbajewitsch Imanalijew (kirgisisch und russisch Муратбек Сансызбаевич Иманалиев, * 25. Februar 1956 in Frunse) ist ein kirgisischer Politiker. Von 1991 bis 1992 und erneut von 1997 bis 2002 war er Außenminister der Kirgisischen Republik.

## Leben
Imanalijew wurde am 25. Februar 1956 in Frunse (heute Bischkek), der Hauptstadt der Kirgisischen SSR, geboren. 1978 machte er seinen Abschluss am Institut für asiatische und afrikanische Länder der Moskauer Staatsuniversität. Danach besuchte er die Graduiertenschule am Leningrader Institut für Orientalistik der Akademie der Wissenschaften der UdSSR. 1984 bekam er den Grad als Kandidat der Geschichtswissenschaften (Kandidat Nauk), er ist Übersetzer aus dem Chinesischen.
1982 begann er seine Karriere im kirgisischen Außenministerium. Nachdem er dort verschiedene Positionen eingenommen hatte, wurde er zunächst stellvertretender, dann 1991 erster Außenminister. 1992 gab er die Position wieder ab und wurde 1993 Botschafter Kirgisistans in China, ehe er 1996 Leiter der internationalen Abteilung des Präsidenten wurde. 1997–2002 war er zum zweiten Mal Außenminister.
Von 2002 bis 2007 war er Professor an der American University of Central Asia. 2010–2012 war er Generalsekretär der Shanghaier Organisation für Zusammenarbeit.
Er war Mitglied der KPdSU und der Partei Mein Land. Ab dem 30. März 2003 war er Vorsitzender des potlischen Rates der Partei für Gerechtigkeit und Fortschritt. Im November 2004 war er Mitbegründer der Bewegung Neue Richtung.

## Auszeichnungen
- Manas-Orden III. Klasse (1999)[1]
- Ehrenurkunde der Regierung der kirgisischen Republik[1]